# Chrysostomos Michael Shimon
Chryzostom (imię świeckie Michael Shimon) – duchowny Syryjskiego Kościoła Ortodoksyjnego, od 2011 biskup kierownik instytucji patriarchalnych w Libanie. Sakrę biskupią otrzymał 11 marca 2011.